# Montaniacum
*Montaniacum est l'étymon invoqué pour de nombreux toponymes situés en France et en Belgique.
Ernest Nègre, dans sa Toponymie générale de la France indique qu'il s'agit d'un composé formé de l'anthroponyme latin ou roman *Montanius et du suffixe d'origine gauloise -acum. 
Ce nom de personne Montanius a une allure de nom de gens (l'équivalent de notre nom de famille chez les Romains) du fait qu'il comporte la finale -ius. Sur Montani-us (-us est la désinence casuelle) on a donc formé *Montani-ac-um (avec -um pour désinence casuelle). Le i a eu beaucoup d'importance dans l'évolution phonétique de *Montaniacum qui était accentué *Mon-ta-ni-a-cum et qui devint donc *Mon-ta-nya-ko en roman commun.
Les résultats diffèrent à la suite des diverses évolutions phonétiques  des  dialectes de la langue d'oïl et de la langue d'oc, ou parce qu'on se trouve dans une région  où l'on a cessé de parler un dialecte issu du latin :
- Montagnac : § 7266 chez E. Nègre
- Montagnat : § 8501 chez E. Nègre
- Montagney : § 8000 chez E. Nègre
- Montagnieu : § 8605 chez E. Nègre
- Montagny : § 9325 chez E. Nègre

variantes :
- Montignac : § 7266 et § 7494 chez E. Nègre
- Montigné : § 8297 chez E. Nègre
- Montigny : § 9328 chez E. Nègre
- Montignies[1]
- Montegnée[2]

C'est la forme Montigny qui relève d'un français standardisé (Montigny-lès-Cormeilles est située dans le Val-d'Oise). Gaston Zink, dans sa Phonétique historique du français, 1986, fournit une explication (page  184) pour la séquence ign (plutôt que agn) : c'est que devant la consonne palatisée ñ (notée gn en français) le a aboutit à é et ce é peut se fermer jusqu'à i ; l'exemple fourni est : (fungum) campaniolum qui a abouti à champegnuel en ancien français et à champignon (avec substitution de suffixe) en français moderne.
Dans le domaine néerlandais, ce toponyme a abouti à Montenaken.